# Ivette Nadal
Ivette Nadal Aldrufeu, född 1988 i Granollers, är en katalansk (spansk) singer-songwriter och poet. Hon har sedan 2007 producerat fem musikalbum och två diktsamlingar i eget namn. Hon har dessutom tonsatt dikter av ett antal katalanska poeter och samarbetat med kompositörer som fransmannen Pascal Comelade (en EP och ett fullängdsalbum). 

## Biografi
Ivette Nadal började studera klassisk musik som treåring. Därefter intresserade hon sig för rocksångare, singer-songwriters och poesi, och vid 14 års ålder skrev hon sina första egna sånger. Via musikskolan kopplad till musikfestivalen Senglar Rock (där hon syntes på scenen redan 2004) blev hon bekant med lärare som även verkade som musiker. Därefter spelade hon från 2005 till 2007 på diverse barer och mindre scener.

### Tidiga skivor
Som 17-åring hade Ivette Nadal redan komponerat tillräckligt med låtar för att det skulle räcka till ett album. Det första albumet, Guerres dolcíssimes ('De mjukaste krig'), kom 2007/2008. Låtarna på albumet presenterades därefter både på mindre och större scener, inklusive på Auditori de Barcelona och Palau de la Música Catalana, musikfestivalerna Barnasants och Cap Roig samt poesifestivalen Setmana de la poesia.
Ivette Nadal medverkade på 2008 års El disc de la Marató (inspelade på den TV-sända välgörenhetsgalan med samma namn) med "Has vist la pluja" – en cover på katalanska av Creedence Clearwater Revivals "Have You Ever Seen the Rain?". Dessutom bidrog hon med den relaterade låten "Ja surt el sol".
Inom poesin blev Ivette Nadal del av den katalanska grupperingen Generació (H)original. 2009 kom Camí privat ('Privat väg'), Nadals första diktsamling. Den egenutgivna boken hämtade inspiration från Guerres dolcíssimes och innehöll material som hon själv läst upp på scen redan 2006 samt ett förord av den katalanske poeten Víctor Sunyol.
Ivette Nadals andra musikalbum, A l'esquena d'un elefant ('på ryggen av en elefant'), kom 2010. Den valdes av radiostationen Ràdio 4 till en av 2010 års tio bästa album. Fyra av melodierna på albumet hördes senare i den framgångsrika katalanska TV-serien Polseres vermelles (på svenska som Det röda bandets sällskap).
2011 medverkade Ivette Nadal på Manolo Garcías album Los días intactos med sången "Creyente bajo torres de alta tensión". Hon återkom även på årets version av La marató de TV3.

### Tredje albumet
Efter en framgångsrik gräsrotsfinansiering via den spanska kampanjsajten Verkami producerades det tredje musikalbumet Mestres i amics. Albumet innehöll ett antal tonsättningar av dikter av poeter som Enric Casasses, Joan Vinuesa, Francesc Garriga, Anna Aguilar Amat, Santi Montagud och Víctor Sunyol.
Hon genomförde därefter ett 15-tal konserter med sitt fasta band runt om i Katalonien. Albumet var ett av de tio nominerade i sex olika kategorier i 2013 års Premis Enderrock-utdelning, inklusive för bästa visa. CD-albumet inkluderade en musikvideo.

### Återkomst och fjärde albumet
Efter ett års frånvaro på grund av anorexia nervosa startades en ny finansieringskampanj. Resultatet blev Ivette Nadals fjärde album, den personligt inriktade Tornar a mare ('tillbaka till mamma'). På albumet berättar hon om sin ätstörning som hon inte kan välja bort men som hon kan välja att återhämta sig från. "Jag känner det moraliska ansvaret att dela med mig av den här kampen, göra sånger till hoppet", menar hon. Att det är möjligt att ta kontrollen över sjukdomen sjunger hon om i låten "Un plat de macarrons" ('en tallrik makaroner'). 
Ivette Nadal fungerade på albumet som låtskrivare, producent och gitarrist (i den senare rollen tillsammans med sin vanliga medmusiker Roger Pistola). På albumet  bidrar Manolo Garcia med sång på "No saps el mal en em fas" ('du vet inte hur ont du gör') och Joan Colomo på "Aquest parany" ('den här fällan').
Presentationen av albumet på Auditori de Barcelona vann priset för bästa spelning på 2016 års singer-songwriter-festival Barnasants. Senare medverkade hon på den första upplagan av Barnasants Madrid, en version av festivalen som förlagts till Spaniens huvudstad.

### Les Kol·lontai och EP
2017 kom Nadals andra diktsamling – Arbres, mars, desconcerts ('Träd, hav, förvirring'). Annars var detta och nästa år mest relaterat till Nadals inblandning i den nyskapade konstellationen Les Kol·lontai, där hon delade scen med Sílvia Comes, Meritxell Gené och Montse Castellà. De fyra musikerna påbörjade det här projektet i samband med 2017 års upplaga av Barnasants. Den arrangerades 100 år efter både ryska revolutionen och Violeta Parras födelse, vilket gav inspiration till gruppnamnet som var en hyllning till Aleksandra Kollontaj.
I slutet av 2018 producerade Nadal scenföreställningen och EP:n Arquitectura primera tillsammans med den franske kompositören och multiinstrumentalisten Pascal Comelade, baserad i nordkatalanska Perpignan. På scen medverkade även den baleariske gitarristen Caïm Riba i en föreställning med nya versioner av Nadals äldre låtar samt katalanskspråkiga versioner av låtar av The Rolling Stones och PJ Harvey.

### Tidigt 2020-tal
Vintern 2020 publicerades hennes tredje diktsamling, betitlad L'àngel i la infermesa del pensament ('Ängeln och tankens sjuksköterska'). På senhösten samma år presenterade duon Comelade/Nadal ett fullängdsalbum med titeln En nom de la ferida ('I sårets namn').
Våren 2023 återkom Nadal med sitt första soloalbum (utan samarbete med Comelade) sedan 2016. Albumet, betitlat Les hores blaves ('De blå timmarna'), kom ut på det etablerade katalanska skivbolaget Picap. Även denna gång samordnades albumet med en diktsamling, eftersom Camí del text utkom några månader dessförinnan. Temat på albumet var denna gång mindre mörkt och relaterat till livets små ting; det blå i albumtiteln ska påminna om himlen och havet.

## Verk

### Poesi
Diktsamlingar
- 2009 – Camí privat, editorial Roca Umbert f.a.
- 2017 – Arbres, mars, desconcerts, editorial Llibres del segle
- 2020 – L’àngel i la infermesa del pensament, Eumo Editorial
- 2022 – Camí del text (Edicions Poncianes)[24]

Antologier
- 2008 – Quàntiques! – 10 poetes joves en diferencial femení, editorial QUARKpoesia[1]
- 2008 – Pedra foguera – antologia de poesia jove dels països catalans, editorial Documenta Balear i Federació Llull

### Diskografi
Album och EP
- 2008 – Guerres dolcíssimes, Aumón/Anmi Records[25]
  - 2009 – återutgivning på Discmedi[26]
- 2009 – A l'esquena d'un elefant, Right Here Right Now
- 2012 – Mestres i amics, Right Here Right Now
- 2016 – Tornar a mare, Right Here Right Now
- 2018 – Arquitectura primera, Discmedi (EP, tillsammans med Pascal Comelade)
- 2020 – En nom de la ferida, egenutgivning (tillsammans med Pascal Comelade)
- 2023 – Les hores blaves, Picap

Musikaliska samarbeten
- "Has vist la pluja", från Disc de la Marató 2008 (cover av Creedence Clearwater Revival)
- "Ja surt el sol", från Disc de la Marató 2008 (cover av George Harrison)
- "Un moment, si us plau" (2010), från Sagrat cor av Eduard Canimas
- "Eco del sol detingut" (2010), från Terra i cultura. III Premi Miquel Martí Pol

- "Creyente bajo torres de alta tensión" (2011), från Los días intactos av Manolo García[5]
- "Versos enllà del camí" (2013), från Espriu a Sinera. Concert del centenari (samlingsproduktion)
- Dones i cançons, vol 6. (2013) musiksamling utgiven av Enderrock
- "Pirates de mala maror" (2014), från Autobombo av Air Canela
- "Si mai et sents sol" (2018), från Nararai av Caïm Riba